# جون ويليام الكسندر أوبراين
جون ويليام الكسندر أوبراين (بالإنجليزية: John William Alexander O'Brien)‏ هو جندي أسترالي، ولد في 13 يونيو 1908 في Collingwood, Victoria ‏ في أستراليا، وتوفي في 27 مايو 1980 في Darlinghurst ‏ في أستراليا.